# James Corden
James Kimberley Corden, OBE (født 22. august 1978) er en engelsk skuespiller, sanger, forfatter, producer, journalist og TV-vært. Han var vært på The Late Late Show with James Corden indtil 27. april 2023. James Corden sagde, at han vil trække sig fra sit CBS-tv-show, han kaldte det et "godt tidspunkt at komme videre og se, hvad der ellers kunne være derude." - James producerer stadig Carpool Karaoke på Aoole TV, spm er baseret på hans populære segment på The Late Late Show.

## Tidlige liv
Corden blev født i Hillingdon, Greater London, og er søn af Margrethe og Malcolm Corden. Hans far var musiker i Royal Air Force band, og hans mor var socialrådgiver. Han voksede op i Hazlemere, Buckinghamshire, og gik i skole på Park Middle School og Holmer Green Upper School. Han har en ældre søster, Andrea Henry, og en yngre søster, Ruth Corden. Han er opvokset med Frelsens Hær-kirken, men betragter ikke længere sig selv som kristen.

## Filmografi

### Film
| År                   | Titel                                 | Rolle                       | Noter              |
| -------------------- | ------------------------------------- | --------------------------- | ------------------ |
| 1997                 | Twenty Four Seven                     | Carl ‘Tonka’ Marsh          |                    |
| 1999                 | Whatever Happened to Harold Smith?    | Walter                      |                    |
| 2002                 | All or Nothing                        | Rory                        |                    |
| 2002                 | Heartlands                            | Shady                       |                    |
| 2005                 | Pierrepoint                           | Kirky                       |                    |
| 2006                 | Heroes and Villains                   | Sam                         |                    |
| 2006                 | The History Boys                      | Timms                       |                    |
| 2006                 | Starter for 10                        |                             | Tone               |
| 2008                 | How to Lose Friends & Alienate People | Post Modern Review Staff #2 |                    |
|                      | 2009                                  | Lesbian Vampire Killers     | Fletch             |
| Telstar              | 2009                                  | Clem Cattini                |                    |
| The Boat That Rocked | 2009                                  | Bernard                     | Kun slettedescener |
| Planet 51            | 2009                                  | Soldier Vernkot (voice)     |                    |
| 2010                 | Gulliver's Travels                    | Jinks                       |                    |
| 2010                 | Animals United                        | Billy the Meerkat (voice)   | English dub        |
| 2011                 | The Three Musketeers                  | Planchet                    |                    |
| 2013                 | One Chance                            | Paul Potts                  |                    |
| 2013                 | Begin Again                           | Steve                       |                    |
| 2014                 | Into the Woods                        | The Baker                   |                    |
| 2015                 | Kill Your Friends                     | Waters                      |                    |
| 2015                 | The Lady in the Van                   | Street trader               |                    |
| 2016                 | Norm of the North                     | Laurence (voice)            | UK version         |
| 2016                 | Trolls                                | Biggie (voice)              |                    |
| 2017                 | Emojimovie: Express Yourself          | Hi-Five (voice)             |                    |
| 2016                 | Peter Rabbit                          | Peter Rabbit (voice)        |                    |
| 2016                 | Ocean's 8                             | John Frazier                |                    |
| 2019                 | Cats                                  | Bustopher Jones             |                    |

### TV
| År           | Titel                                  | Rolle                | Noter                                                 |
| ------------ | -------------------------------------- | -------------------- | ----------------------------------------------------- |
| 1998         | Renford Rejects                        | Razor #1             | Episode: "Don Bruno"                                  |
| 1999         | Boyz Unlimited                         | Gareth               | 6 episodes                                            |
| 2000         | Hollyoaks                              | Wayne                | Episode: "1.524"                                      |
| 2000–2005    | Fat Friends                            | Jamie Rymer          | 20 episodes                                           |
| 2001         | Jack and the Beanstalk: The Real Story | Bran the Giant's son | TV movie                                              |
| 2001–2003    | Teachers                               | Jeremy               | 9 episodes                                            |
| 2002         | Cruise of the Gods                     | Russell              | TV movie                                              |
| 2004         | Little Britain                         | Dewi Thomas          | Episode: "2.3"                                        |
| 2004         | Dalziel and Pascoe                     | Ben Forsythe         | Episode: "The Price of Fame"                          |
| 2007–2010    | Gavin & Stacey                         | Smithy               | 20 episodes; also creator, writer, associate producer |
| 2009         | Horne & Corden                         | Various characters   | 6 episodes; also writer                               |
| 2009         | The Gruffalo                           | Mouse (voice)        | TV special                                            |
| 2010–present | A League of Their Own                  | Himself (host)       | 67 episodes                                           |
| 2010–2011    | Doctor Who                             | Craig Owens          | 2 episodes                                            |
| 2011         | Little Charley Bear                    | Narrator (voice)     | 22 episodes                                           |
| 2011         | The Gruffalo's Child                   | Mouse (voice)        | TV special                                            |
| 2012         | Stella                                 | Steven               | Episode: "1.10"                                       |
| 2013-2014    | The Wrong Mans                         | Phil Bourne          | 8 episodes; also creator, writer                      |
| 2015         | Roald Dahl's Esio Trot                 | Narrator             | TV movie                                              |
| 2015–present | The Late Late Show with James Corden   | Himself (host)       | Also writer, executive producer                       |
| 2016         | 70th Tony Awards                       | Himself (host)       | TV special                                            |
| 2016         | John Bishop: In Conversation With...   | Guest                | Series 1 Episode 1                                    |

### Teater
| År   | Titel                 | Rolle            | Beliggenhed                                                |
| ---- | --------------------- | ---------------- | ---------------------------------------------------------- |
| 1996 | Martin Guerre         | (bit del)        | Prince Edward TheatreI West End                            |
| 2004 | History Boys          | Timms            | Lyttelton Teater, Royal National Theatre, London           |
| 2006 | History Boys          | Timms            | Lyric Theatre, Hong Kong Akademi for scenekunst, Hong Kong |
| 2006 | History Boys          | Timms            | St James, Wellington                                       |
| 2006 | History Boys          | Timms            | Sydney Theatre, Sydney                                     |
| 2007 | History Boys          | Timms            | Broadhurst Theatre, Broadway                               |
| 2007 | A Respectable Wedding | Ven              | Young Vic, South Bank, London                              |
| 2011 | One Man, Two Guvnors  | Francis Henshall | Lyttelton Teater, Royal National Theatre, London           |
| 2011 | One Man, Two Guvnors  | Francis Henshall | Adelphi Theatre, London                                    |
| 2012 | One Man, Two Guvnors  | Francis Henshall | Music Box Theatre, New York City                           |

### Videospil
| År   | Titel    | Stemme |
| ---- | -------- | ------ |
| 2008 | Fable II | Monty  |

### Musikvideoer
| År   | Titel                                    | Kunstner          |
| ---- | ---------------------------------------- | ----------------- |
| 2011 | "Happy Now"                              | Take That         |
| 2011 | "Mama Do the Hump"                       | Rizzle Kicks      |
| 2016 | "Can't Stop the Feeling"" (First Listen) | Justin Timberlake |

## Diskografi

### Singler
| Titel                                                                | År   | Højeste placering | Højeste placering | Album                                      |
| Titel                                                                | År   | UK                | IRL               | Album                                      |
| -------------------------------------------------------------------- | ---- | ----------------- | ----------------- | ------------------------------------------ |
| "Shout" (som "Shout for England" feat. Dizzee Rascal & James Corden) | 2010 | 1                 | 41                |                                            |
| "Only You" (som Kylie Minogue featuring James Corden)                | 2015 | -                 | -                 | Kylie Christmas                            |
| TBA                                                                  | 2016 | -                 | -                 | Trolls: Original Motion Picture Soundtrack |

## Priser og nomineringer
| År   | Pris                                                | Kategori                                         | Værk                                 | Resultat |
| ---- | --------------------------------------------------- | ------------------------------------------------ | ------------------------------------ | -------- |
| 2001 | Royal Television Society                            | Network Newcomer – On-Screen                     | Fat Friends                          |          |
| 2007 | Writers' Guild of Great Britain                     | Television Comedy/Light Entertainment            | Gavin & Stacey                       |          |
| 2007 | British Comedy Awards                               | Best Male Comedy Newcomer                        | Gavin & Stacey                       |          |
| 2008 | Writers' Guild of Great Britain                     | Television Comedy/Light Entertainment            | Gavin & Stacey                       |          |
| 2008 | British Comedy Awards                               | Best Television Comedy Actor                     | Gavin & Stacey                       |          |
| 2008 | British Academy Television Awards                   | Best Comedy Performance                          | Gavin & Stacey                       |          |
| 2008 | Broadcasting Press Guild                            | Best Comedy/Entertainment                        | Gavin & Stacey                       |          |
| 2009 | Broadcasting Press Guild                            | Best Comedy/Entertainment                        | Gavin & Stacey                       |          |
| 2010 | Television and Radio Industries Club                | TV Entertainment Programme                       | Gavin & Stacey                       |          |
| 2012 | Outer Critics Circle Award                          | Outstanding Actor in a Play                      | One Man, Two Guvnors                 |          |
| 2012 | Drama Desk Award                                    | Outstanding Actor in a Play                      | One Man, Two Guvnors                 |          |
| 2012 | Laurence Olivier Award                              | Best Actor                                       | One Man, Two Guvnors                 |          |
| 2012 | Whatsonstage.com Awards                             | Best Actor in a Play                             | One Man, Two Guvnors                 |          |
| 2012 | Tony Award                                          | Best Actor in a Play                             | One Man, Two Guvnors                 |          |
| 2013 | Satellite Award                                     | Best Actor – Television Series Musical or Comedy | The Wrong Mans                       |          |
| 2014 | British Academy Television Awards                   | Best Male Comedy Performance                     | The Wrong Mans                       |          |
| 2014 | Washington D.C. Area Film Critics Association Award | Best Ensemble                                    | Into the Woods                       |          |
| 2014 | Phoenix Film Critics Society Award                  | Best Cast                                        | Into the Woods                       |          |
| 2014 | Detroit Film Critics Society Award                  | Best Ensemble                                    | Into the Woods                       |          |
| 2015 | Critics' Choice Movie Award                         | Best Acting Ensemble                             | Into the Woods                       |          |
| 2015 | Satellite Award                                     | Best Cast – Motion Picture                       | Into the Woods                       |          |
| 2015 | Critics' Choice Television Award                    | Best Talk Show                                   | The Late Late Show with James Corden |          |